# Giuseppe Errante
Giuseppe Errante (Trapani, 19 marzo 1760 – Roma, 16 febbraio 1821) è stato un pittore italiano.

## Biografia
Nacque a Trapani, in Sicilia. Fece un periodo di apprendistato nello studio dello scultore trapanese Domenico Nolfo, poi studiò a Palermo sotto Gioacchino Martorana. Nel 1784 si era trasferito a Roma. Nel 1791 era impiegato nei lavori alla Reggia di Caserta. In quegli anni a Napoli frequentò il paesaggista Jakob Philipp Hackert. Fuggì da Nisida con lo pseudonimo di Giuseppe Pellegrini, emigrò ad Ancona e a Milano, dove il generale Giuseppe Rosaroll e Pietro Grisetti gli dedicarono l'opera sulla scherma.
Arrivato a Milano nel 1795, con il favore del generale francese Andrea Massena, presentò nel 1806 nel corso della visita di Napoleone, alla Pinacoteca di Brera una serie di dipinti di contenuto mitologico e allegorico. Antonio Rancati e Giovanni Bigatti furono i suoi due principali e promettenti allievi.
Si stabilì a Roma nel 1810. Oltre a soggetti storici, dipinse ritratti, in cui era particolarmente dotato. Morì in quella città nel 1821, ed è sepolto nella chiesa romana di San Salvatore.
Nella cattedrale di San Lorenzo a Trapani è presente un grande bassorilievo dello scultore Leonardo Pennino che omaggia la memoria del pittore trapanese, per volontà della moglie Matilde Gattarellia.
Uno dei suoi studenti a Roma fu il ritrattista catanese Giuseppe Gandolfo.

## Opera
Inizialmente influenzato dal tardo barocco siciliano, seguì poi lo studio della pittura di Correggio e l'eclettismo classico di Anton Raphael Mengs. Molte delle sue opere si trovano in una collezione privata francese. La sua opera principale è l'affresco della cupola delle anime del purgatorio nella chiesa Santa Maria dell'Orazione e Morte a Civitavecchia (1788).
Considerevoli sono l'affresco Nozze di Cupido con Psiche nel Palazzo Altieri a Roma (1793) e la Natura morta con fucili e pistole al Museo Regionale Agostino Pepoli a Trapani.

## Altre opere
- L'Amore, che abbandona Psiche

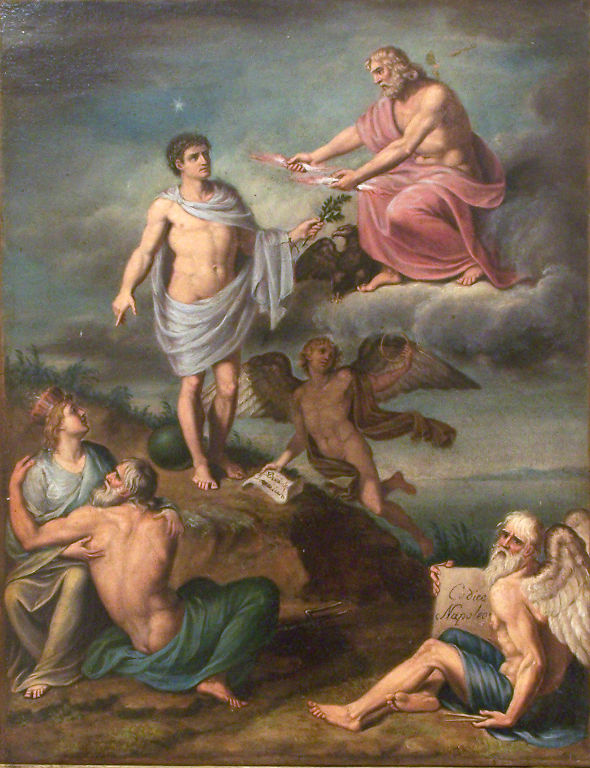
Supremazia di Napoleone

- Artemisia piangente sopra l'Urna, che contiene le Ceneri di Mausolo suo Sposo
- La morte di Coronide
- La morte di Virginia
- Leda
- Endimione assonnato ai raggi della Luna
- Conte Ugolino
- Feste callistee
- San Leone e il mago Eliodoro (Cattedrale - sagrestia, Catania)
- Il tempo che rapisce il piacere (Galleria Regionale Palazzo Abatellis, Palermo)
- Morte di Antigone (Museo Regionale Agostino Pepoli, Trapani)
- Napoleone come Ercole pacificatore (Musée national des Châteaux de Malmaison et de Bois - Préau - Rueil-Malmaison, Parigi)
- Supremazia di Napoleone (1805/1806), Museo Pepoli
- Teste virili, 2 oli su tavola provenienti dal Museo della Regia Università, dono di Francesco I, opere custodite nella Galleria Regionale della Sicilia di «Palazzo Abatellis».
- Timoleonte cieco, Museo Pepoli